# 한국예술학교
한국예술학교는 서울특별시 서울시 강서구 강서로54길 102, 3층(등촌동)에 있는 학교형태의 평생교육시설이다.
학력인정 평생교육시설인 한국예술고등학교가 모종의 사정으로 폐교되고 학교형태의 학력미인정 평생교육시설로 전환되었다. 이후 캠퍼스를 등촌동으로 이전했다.

## 전공
- 음악과 (클래식 전공, 실용음악 전공)
- 미술과
- 연극영화과 (연기 전공, 뮤지컬 전공, 영화 전공, 연출 전공)